# 广东交通职业技术学院
广东交通职业技术学院，简称广交院，位于广东省广州市，是一所全日制普通高等院校，学校代码:10861

## 历史
广东交通职业技术学院创办于1959年，1999年经教育部批准，由广东交通学校、广东省航运学校合并组建而成。